# Eldama bisetosa
Eldama bisetosa är en insektsart som beskrevs av Irena Dworakowska 1972. Eldama bisetosa ingår i släktet Eldama och familjen dvärgstritar.
Artens utbredningsområde är Papua Nya Guinea. Inga underarter finns listade i Catalogue of Life.